# Peraleda del Zaucejo
Peraleda del Zaucejo és un municipi de la província de Badajoz a la comunitat autònoma d'Extremadura, a la comarca de Campiña Sur.

## Història
L'enclavament s'integrava en la Serena com possessió de l'Orde d'Alcántara, amb rang de Encomienda. En 1472 el Comendador d'aquesta, Diego de Còrdova, va sol·licitar al Mestre Gómez de Càceres i Solís autorització per a fundar en els seus territoris un poblat, sent-li concedida aquest mateix any. Aquesta és, doncs, la data de la fundació de Peraleda. Com estímul per al seu assentament, els quals arribessin a establir-se en ell quedarien exempts d'abonar tributs durant deu anys. En 1748 el lloc va obtenir la categoria de Vila exempta.

## Demografia
| 1900 | 1910 | 1920  | 1930  | 1940  | 1950  | 1960  | 1970  | 1981 | 1991 | 2000 | 2001 | 2002 | 2003 | 2004 | 2005 |
| ---- | ---- | ----- | ----- | ----- | ----- | ----- | ----- | ---- | ---- | ---- | ---- | ---- | ---- | ---- | ---- |
| 764  | 957  | 1 417 | 1 641 | 1 493 | 2 181 | 2 054 | 1 005 | 811  | 717  | 664  | 642  | 634  | 612  | 600  | 590  |

## Ciutats agermanades
- Sant Boi de Llobregat

## Personatges il·lustres
- María Antonia Trujillo, ministra d'habitatge (2004-2007).